# Бледоплаво око
Бледоплаво око (енгл. The Pale Blue Eye) је амерички трилер филм из 2022. године, режисера и сценаристе Скота Купера, заснован на истоименом роману Луиса Бајарда из 2003. године. У главној улози је Кристијан Бејл као детектив који 1830. у Вест Поинту, Њујорк истражује серију убистава уз помоћ младог Едгара Алана Поа. У осталим улогама су Хари Мелинг, Џилијан Андерсон, Луси Бојнтон, Шарлот Генсбур, Тоби Џоунс, Хари Лоути, Сајмон Макберни, Тимоти Спол и Роберт Дувал.
Филм је издат у одабраним биоскопима 23. децембра 2022, пре него што га је Netflix објавио 6. јануара 2023. године. Добио је углавном позитивне рецензије критичара.

## Радња
Године 1830. војска позива пензионисаног детектива Огастуса Ландора да истражи мистериозну смрт на Војној академији Сједињених Држава у Вест Поинту, Њујорк. Ландор је удовац који живи сам откако је његова ћерка Мети „побегла”, неколико година раније.
Један кадет, Лерој Фрај, пронађен је обешен. Његово срце је уклоњено из његовог леша док је лежао у мртвачници. Старији официри на академији желе да Ландор сазна ко је то урадио и зашто. Прегледавајући леш, Ландор проналази мали фрагмент поруке чврсто стиснут у руци мртвог кадета. Такође, трагови на Фрајевом врату и прстима сугеришу да се није обесио, већ да је убијен.
Уз дозволу официра, Ландор тражи помоћ од Едгара Алана Поа, још једног кадета на академији који је изразио интересовање за случај. По и Ландор закључују да је неко путем фрагмента белешке позвао Фраја на тајни састанак. Након што су крава и овца пронађене у околини, искасапљене и са уклоњеним срцима, закључује се да би убиство могло бити повезано са ритуалима црне магије.
Још један кадет, Балинџер, нестаје и касније је пронађен обешен, са одстрањеним срцем и гениталијама. Трећи кадет, Стодард, такође нестаје, а Ландор претпоставља да је он имао разлога да верује да је он следећи у реду да буде убијен.
Лаандор и По почињу да сумњају на породицу доктора Данијела Маркиза, који је први доведен ради истраге да изврши обдукцију Фраја. Посебно се сумња на његовог сина Артемуса и његову ћерку Леу (која пати од епилептичких напада).
Док је у посети кући доктора Маркиза, Ландор проналази стару официрску униформу; човек који се представљао као официр био је умешан у сакаћење Фрајевог тела. Ландор се суочава са доктором Маркизом, који признаје да је прибегао црној магији да би излечио Леу од њених напада, и у почетку се чинило да се она побољшала.
По је опчињен Леом и пристаје да уради шта год она жели. Он бива дрогиран и буди се док се Артемус и Леа спремају да изваде његово срце, у складу са ритуалом за Леино излечење. Ландор успева да стигне на време да спасе Поа, али кућу гута пожар у коме Леа и Артемус гину.
Мислећи да је случај сада решен, војска захваљује Ландору на служби. Међутим, По, опорављајући се од својих повреда, примећује да се рукопис на фрагменту белешке пронађен у Фрајовој руци поклапа са Ландоровим. Повезујући све информације које је прикупио, постаје очигледно да је Ландор у ствари убио кадете. По говори Ландору о свом закључку.
Испоставља се да су две године раније Ландорову ћерку Мети силовали Фрај, Балинџер и Стодард након што је присуствовала свом првом балу. Трауматизована тим искуством, касније је извршила самоубиство скочивши са литице. Ландор то никоме није открио, али се претварао да је Мети побегла.
Избезумљен, Ландор је кренуо да освети своју ћерку. Оставио је поруку Фрају, намамивши га на усамљено место пре него што га је обесио. Али, туда је случајно прошла патрола, па је Ландор био приморан да ту остави тело. Леа и Артемус су касније украли срце обешеног кадета за свој ритуал. Након што је убио Балинџера, Ландор је унаказио његов леш како би изгледало да је кадета убио исти „лудак” који је оскрнавио Фрајево тело.
По говори Ландору да има две белешке са узорцима рукописа који могу директно повезати Ландора са убиствима, али пре него што оде, По их спаљује. Ландор одлази до литице где је његова ћерка скочила у смрт. Пушта њену траку за косу да лебди на ветру, говорећи: „Одмори се, љубави моја”.

## Улоге
| Глумац           | Улога                   |
| ---------------- | ----------------------- |
| Кристијан Бејл   | детектив Огастус Ландор |
| Хари Мелинг      | кадет Едгар Алан По     |
| Сајмон Макберни  | капетан Хичкок          |
| Тимоти Спол      | надзорник Тејер         |
| Тоби Џоунс       | др Данијел Маркиз       |
| Хари Лоути       | кадет Артемус Маркиз    |
| Фред Хекингер    | кадет Рандолф Балинџер  |
| Џои Брукс        | кадет Стодард           |
| Шарлот Генсбур   | Патси                   |
| Луси Бојнтон     | Леа Маркиз              |
| Роберт Дувал     | Жан-Пепе                |
| Џилијан Андерсон | Џулија Маркиз           |
| Хедли Робинсон   | Мети                    |